# Киргиска саџа

Киргиска саџа грч. Syrrhaptes paradoxus је средње до велика птица из породице тетреба. Родно је блиско повезана са таџикистанском саџом грч. Syrrhaptes tibetanus. 

## Таксономија
Марко Поло помиње птицу звану Баргерлак (од туркменског баğırlak) у делу „Путописи Марка Пола“, објављеном око 1300. године. Постоји претпоставка да је то вероватно грч. Syrrhaptes paradoxus (S. pallasii).
Киргиска саџа је добила име по немачком зоологу Петеру Симону Паласу (енглески назив је Pallas's sandgrouse). Научно име потиче из старогрчког језика. Род грч. Syrrhaptes потиче од речи грч. surrhaptos, што значи „сашивен“ (пернати прсти обе врсте у роду су стопљени), а paradoxus потиче од речи paradoxos, што значи „чудан“.

## Опис
Киргиска саџа је 27-41 цм дугачка са малом главом налик голубијој глави и са малим вратом, али чврстим компактним телом. Има дугачка шиљата крила и реп, а ноге и прсти су пернати. Њехо перје је светло браон-жућкасте боје, пругасто одозго са црном мрљом на стомаку и бледим доњим крилима. Црни стомак и бледа доња крила разликују ову врсту од сродне тибетанске саџе. Мужјак киргијске саџе одликује се сивом главом и грудима, наранџастим лицем и сивом грудном траком. Женка има тамније перје и недостаје јој грудна трака, мада има више пруга на горњем делу тела у односу на мужјака.
Мала стопала немају задњи прст, а три предња прста су срасла. Горња површина прстију је перната, а доња има меснат јастучић, што јој олакшава кретање. Изглед стопала више подсећа на шапу него на птичје стопало.

## Распрострањеност и станиште
Киргиска саџа се гнезди широм средњих географских ширина централне Азије на сувим степама и сличним стаништима. Њено гнездо је удубљење у земљи у које полаже 2-3 зеленкаста јаја са криптичним ознакама.
Делимично је мигрант, посебно из северних делова свог ареала у Казахстану и Монголији, али обим и удаљеност јужног зимског кретања зависе од количине снежних падавина.
Киргиска саџа повремено излази из свог редовног подручја гнежђења и зимовања као луталица широм Европе, све до Велике Британије, где се чак и гнездила, и Ирске на западу . Разлози за ова изузетна кретања нису у потпуности схваћени, али су постала ређа, вероватно због смањења западносибирског венца како степе постају више покривене пољопривредном производњом.

## Исхрана
Због тога што се киргиска саџа углавном храни сувим семенкама, ова врста птице пије велику количину воде. Морфологија крила киргиске саџа омогућава брз лет брзином до 64 км/ч . Велика јата од неколико хиљада јединки лете до места за појило у зору и сумрак, правећи кружна путовања од чак 121 км дневно. Мужјаци квасе своје грудно перје у води док пију, дозвољавајући својим птићима да пију апсорбовану влагу са груди по повратку.